# Magia gris
Se denomina magia gris o magia neutra a aquellos actos de liturgia mágica que no están orientados a razones específicamente beneficiosas ni hostiles. Se considera que cae en un continuo entre la magia blanca y la magia negra. Según Jay Kinney y Richard Smoley, la magia gris constituye probablemente la mayoría de la magia realizada, independientemente de lo que los practicantes piensen que están haciendo.

## Resumen
De acuerdo con la escritora D. J. Conway, puesto que «nada en la vida es claro y concreto sino una mezcla de cosas», muchos de los aprendices que proclaman que harán solo magia blanca suelen flaquear eventualmente, y terminan moviéndose en el «estrecho espacio entre estos dos extremo» que es la magia gris. Conway afirma que la bruja gris es la más poderosa de todas las brujas. Los practicantes de magia blanca evitan causar cualquier forma de daño, incluso para lograr resultados positivos. La magia gris incorpora todos los propósitos beneficiosos de la magia blanca, pero también trabaja para librar al mundo de los males. Ann Finnin afirma que muchos practicantes de magia gris emplean el término debido a su vaguedad y para evitar tener que considerar cuestiones éticas.
Roy Bowers, un influyente brujo británico de la década de 1960, le dio un significado bastante diferente al término. Para Bowers, la magia gris era una técnica para confundir y perturbar a todos los que conocía para ganar poder sobre ellos; al hacerlo, siempre estaba más seguro de ellos que ellos de él. En su artículo titulado «Genuine Witchcraft Is Defended», Bowers declara:

Un principio básico de la magia gris psicológica de los brujos es que nunca se debe permitir que tu oponente confirme una opinión sobre ti, sino que siempre debe permanecer indeciso. Esto te da un mayor poder sobre él, porque el indeciso es siempre el más débil. De esta actitud probablemente ha surgido mucha confusión en el largo camino de la historia.